# Nguyễn Bá Địch
Nguyễn Bá Địch (1937-1967) sinh ra tại thôn Ngọc Tỉnh, xã Tân Trào, huyện Kiến Thụy, thành phố Hải Phòng; nguyên phi công thuộc Đại đội 1, Trung đoàn 923, Sư đoàn 371, Quân chủng Phòng không - Không quân; Anh hùng Lực lượng vũ trang nhân dân Việt Nam.
Ngày 25 tháng 6 năm 1966, với chiến công hạ 1 máy bay A4 của Không lực Hoa Kỳ trên bầu trời Hải Phòng, ông trở thành phi công đầu tiên bắn rơi máy bay Mỹ tại Hải Phòng. Trong cuộc kháng chiến chống chiến tranh phá hoại của Hoa Kỳ, liệt sĩ Nguyễn Bá Địch đã tham gia nhiều trận đánh, bắn rơi 3 máy bay địch. Ngày 2 tháng 5 năm 1967, sau khi bắn hạ 1 chiếc F4 khác của Không lực Hoa Kỳ, máy bay của Nguyễn Bá Địch bị trúng tên lửa và ông đã anh dũng hi sinh.

## Khen thưởng
Nguyễn Bá Địch được Chủ tịch Hồ Chí Minh tặng thưởng 3 Huy hiệu Bác Hồ; Ngày 30 tháng 1 năm 2011, Chủ tịch nước Việt Nam đã quyết định truy tặng danh hiệu Anh hùng Lực lượng vũ trang nhân dân Việt Nam.